# H5N1

H5N1에 의해 가금류나 야생 조류가 죽은 곳
H5N1에 의해 사망한 사람이 있는 곳

인플루엔자 A 바이러스 서브타입 H5N1(Influenza A virus subtype H5N1)은 인플루엔자 A의 아형(亞型)으로, 고병원성 조류 독감을 일으킨다. 사람을 비롯한 다른 동물들에게도 전염될 수 있다. 현재 개별적인 H5N1에 대한 백신은 있으나 H5N1 전체에 대한 방어력이 부족하여 백신접종은 시행되지 않는다. 오셀타미비르(타미플루)와 자나미비르(릴렌자) 등의 치료제가 있다.

## 인체간 전염
H5N1 바이러스는 원래 조류끼리만 감염되는 독감이고, 사람에게는 전염되지 않는다고 알려졌다.
그러나 1997년 홍콩 조류인플루엔자 사건으로 6명이 사망하자, 조류에게서 사람으로 전염이 된다는 것이 처음 알려졌다. 이 바이러스는 직접 조류와 접촉해야만 전염된다고 알려져 있다. 사람과 사람간에는 전염되지 않는다고 알려져 있다.
WHO는 H5N1가 돌연변이를 하여 사람과 사람간 전염이 되는 경우, 사스 보다 위험하다고 경고했다. H5N1과 같은 독감바이러스는 DNA에 비해 변종이 일어날 확률이 10만배나 높은 RNA만으로 이루어져 있다. 따라서 사람 간의 전염이 가능한 변종도 생겨날 수 있다는 게 전문가들의 분석이다.
세계 최악의 역병 기록으로 알려져 있는 1918년 스페인 독감으로 유명한 돼지독감 H1N1 바이러스가 조류독감 H5N1 바이러스의 돌연변이 변종으로 추정되고 있다. 2009년 H1N1으로 전세계에 14,000명이 사망했으며, 신종플루라고 불린다. H5N1은 닭똥가루가 공기중에 퍼져 그 가루를 인간이 직접 흡입해야 감염된다. 그러나 H1N1은 사람간에 재채기 등으로 공기를 통해 감염된다.

## 증상
조류독감은 H5N1에 감염된 조류의 배설물과 분비물을 통해 사람에게 전염된다. 오염된 손으로 음식을 먹거나 공기 중에 떠도는 배설물의 미세먼지를 흡입할 경우 감염된다. H5N1은 배설물에서 3개월 이상 생존한다. 전염력도 강해 오염된 닭똥 1g으로 닭 1백만마리를 감염시킬 수도 있다. H5N1은 인체에 침입하면 1~3일간의 잠복기를 거친 후 본격 활동하게 된다. 조류독감의 증상은 일반 독감과 비슷하다. 고열,기침,목 따가움,근육통 등이 일어나며 폐렴,유행성 결막염 등 합병증이 생기기도 한다. 심하면 호흡이 곤란해지고 사망에 이르게 된다. 최근 동남아에서는 치사율이 80%에 이르고 있다. 환자 자신이 조류독감과 일반 독감을 구분하기는 매우 어렵다.

## 예방 방법
닭고기나 오리고기는 익혀 먹으면 안전하다. H5N1은 열에 약하기 때문에 75도 이상의 온도에서 30초 이상 가열하면 죽게 된다.

## 인간 감염
| 국가         | 보고 일자 | 보고 일자 | 보고 일자 | 보고 일자 | 보고 일자 | 보고 일자 | 보고 일자 | 보고 일자 | 보고 일자 | 보고 일자 | 보고 일자 | 보고 일자 | 보고 일자 | 보고 일자 | 보고 일자 | 보고 일자 | 보고 일자 | 보고 일자 | 보고 일자 | 보고 일자 | 보고 일자 | 보고 일자 | 보고 일자 | 보고 일자 | 보고 일자 | 합계 | 합계 | 합계 | 합계 | 합계 |
| ------------ | --------- | --------- | --------- | --------- | --------- | --------- | --------- | --------- | --------- | --------- | --------- | --------- | --------- | --------- | --------- | --------- | --------- | --------- | --------- | --------- | --------- | --------- | --------- | --------- | --------- | ---- | ---- | ---- | ---- | ---- |
| 국가         | 2003      | 2003      | 2003      | 2003      | 2003      | 2004      | 2004      | 2004      | 2004      | 2004      | 2005      | 2005      | 2005      | 2005      | 2005      | 2006      | 2006      | 2006      | 2006      | 2006      | 2007      | 2007      | 2007      | 2007      | 2007      | 합계 | 합계 | 합계 | 합계 | 합계 |
| 국가         | 감염      | 사망      | 사망      | 완치      | 완치      | 감염      | 사망      | 사망      | 완치      | 완치      | 감염      | 사망      | 사망      | 완치      | 완치      | 감염      | 사망      | 사망      | 완치      | 완치      | 감염      | 사망      | 사망      | 완치      | 완치      | 감염 | 사망 | 사망 | 완치 | 완치 |
| 동아시아     |           |           |           |           |           |           |           |           |           |           |           |           |           |           |           |           |           |           |           |           |           |           |           |           |           |      |      |      |      |      |
| 라오스       |           |           |           |           |           |           |           |           |           |           |           |           |           |           |           |           |           |           |           |           | 1         | 1         | 100%      | 0         | 0%        | 1    | 1    | 100% | 0    | 0%   |
| 베트남       | 3         | 3         | 100%      | 0         | 0%        | 29        | 20        | 69%       | 9         | 31%       | 61        | 19        | 31%       | 42        | 69%       |           |           |           |           |           |           |           |           |           |           | 93   | 42   | 45%  | 51   | 55%  |
| 인도네시아   |           |           |           |           |           |           |           |           |           |           | 19        | 12        | 63%       | 5         | 37%       | 56        | 46        | 82%       | 10        | 18%       | 6         | 5         | 83%       | 1         | 17%       | 81   | 63   | 78%  | 18   | 22%  |
| 중국         | 1         | 1         | 100%      | 0         | 0%        |           |           |           |           |           | 8         | 5         | 63%       | 3         | 37%       | 13        | 8         | 62%       | 5         | 38%       | 1         | 0         | 0%        | 1         | 100%      | 23   | 14   | 61%  | 9    | 39%  |
| 캄보디아     |           |           |           |           |           |           |           |           |           |           | 4         | 4         | 100%      | 0         | 0%        | 2         | 2         | 100%      | 0         | 0%        |           |           |           |           |           | 6    | 6    | 100% | 0    | 0%   |
| 태국         |           |           |           |           |           | 17        | 12        | 71%       | 5         | 29%       | 5         | 2         | 40%       | 3         | 60%       | 3         | 3         | 100%      | 0         | 0%        |           |           |           |           |           | 25   | 17   | 68%  | 8    | 32%  |
| 서아시아     |           |           |           |           |           |           |           |           |           |           |           |           |           |           |           |           |           |           |           |           |           |           |           |           |           |      |      |      |      |      |
| 아제르바이잔 |           |           |           |           |           |           |           |           |           |           |           |           |           |           |           | 8         | 5         | 63%       | 3         | 37%       |           |           |           |           |           | 8    | 5    | 63%  | 3    | 37%  |
| 이라크       |           |           |           |           |           |           |           |           |           |           |           |           |           |           |           | 3         | 2         | 67%       | 1         | 33%       |           |           |           |           |           | 3    | 2    | 67%  | 1    | 33%  |
| 튀르키예     |           |           |           |           |           |           |           |           |           |           |           |           |           |           |           | 12        | 4         | 33%       | 8         | 67%       |           |           |           |           |           | 12   | 4    | 33%  |      |      |
| 아프리카     |           |           |           |           |           |           |           |           |           |           |           |           |           |           |           |           |           |           |           |           |           |           |           |           |           |      |      |      |      |      |
| 나이지리아   |           |           |           |           |           |           |           |           |           |           |           |           |           |           |           |           |           |           |           |           | 1         | 1         | 100%      | 0         | 0%        | 1    | 1    | 100% | 0    | 0%   |
| 이집트       |           |           |           |           |           |           |           |           |           |           |           |           |           |           |           | 18        | 10        | 56%       | 8         | 44%       | 6         | 3         | 50%       | 3         | 50%       | 24   | 13   | 54%  | 9    | 46%  |
| 지부티       |           |           |           |           |           |           |           |           |           |           |           |           |           |           |           | 1         | 0         | 0%        | 1         | 100%      |           |           |           |           |           | 1    | 0    | 0%   | 1    | 100% |
| 합계         | 4         | 4         | 100%      | 0         | 0%        | 46        | 32        | 70%       | 14        | 30%       | 97        | 42        | 43%       | 55        | 57%       | 116       | 80        | 69%       | 36        | 21%       | 15        | 10        | 67%       | 5         | 33%       | 278  | 168  | 60%  | 110  | 40%  |

## 언론보도
- 2004년 1월 23일 - 조류독감 발생 사실을 부인해온 태국 정부는 6세 및 7세 소년의 H5N1 감염 사실을 지난 23일 최초로 공식 확인했다. 2003년 11월 이후 수백만마리의 닭이 사망했는데도, 태국 정부는 계속 조류독감을 부인했다. 이번 발표에서도, 태국 정부는 부인한 것이 아니라 확인을 하느라 시간이 걸렸을 뿐이라고 변명했다. 이 발표로 태국의 모든 닭 수출이 전면 중단되었다.
- 2004년 1월 24일 - WHO는 베트남과 태국에서 H5N1 감염으로 6명이 사망했다고 공식 확인하고 조류독감의 아시아 전역 확산에 우려를 표했다. WHO는 일본과 한국, 베트남과 태국, 캄보디아에서 거의 동시에 조류독감이 발생한 것은 "역사적으로 전례가 없는 일"이라고 밝혔다.[6]
- 2004년 1월 26일 - 태국 보건부는 H5N1 감염 6세 환자가 25일 사망했으며, 다른 의심환자 5명도 26일 사망했다고 밝혔다.
- 2006년 - AI가 유행하던 2003년 12월과 2004년 3월까지 닭 오리 등 가금류 도살처분에 참여했던 군인과 공무원등 318명의 혈청으로 AI변종 바이러스인 H5N1 항체검사를 실시한 결과 4명이 국내에선 처음으로 양성반응을 보였다고 질병관리본부가 밝혔다.[7] 그러나 WHO 기준에 의하면 38도 이상의 발열과 기침, 숨가쁨, 호흡곤란 등 급성 호흡기감염 증상을 보일 경우 'AI 인체감염'으로 규정하기 때문에, 무증상 감염은 'AI 인체감염'이라고 볼 수 없다고 밝혔다.
- 질병관리본부는 2006년부터 2007년 살처분에 참여한 참여자들 가운데서도 H5N1 항체를 보유한 6명을 확인했다.
- 2008년 5월 - 충남대학교 수의학과 서상희 교수(43)는 국내 최초로 WHO와 미국 CDC의 인체 감염 AI 균주(菌株) 취급 허가를 받았다.
- 2008년 7월 - 충남대학교 수의학과 서상희 교수(43)는 정부에서 동물 실험이 가능한 BL3 실험실을 인증받았다.
- 2008년 10월 7일 - 서상희 교수가 세계 4번째로 슈퍼독감 인체백신 개발에 성공했다.[8]
- 2013년 11월 6일 - 캄보디아에서 14번째 H5N1 사망자가 발생했다. 캄보디아 보건부와 WHO는 이 남자가 열과 두통, 기침, 가슴 통증, 설사, 구토, 발작 증세를 보인 이후 지난 6일 사망했다고 밝혔다. 환자는 이 같은 증세를 호소하기 일주일 전 병들고 죽은 가금류와 접촉한 것으로 드러났다.[9]
- 2014년 1월 - 광시위생국은 2009년 이후 처음으로 H5N1 감염 독감 환자가 광시에서 발생했다고 보고했다.[10] 중국인은 한국에 엄청나게 관광을 오고 있다.
- 2014년 1월 3일 - 중국 여행을 하고 2013년 12월 27일 귀국한 캐나다 여행자가 치료 도중 사망했으며, “사망자는 중국 베이징만 방문했으며 농장이나 시장을 다니지 않았다”고 로나 암브로스 캐나다 보건부 장관이 밝혔다.[11] 한국은 물론 전세계인은 엄청난 수가 중국을 여행하고 있다. 그럼에도 불구하고 다른 나라 정부는 일체 언급이 없다.
- 2014년 1월 16일 - 전라북도 고창에서 AI 의심신고가 접수되었다. 정부는 H5N1 감염이라고 발표했다가, 그 변종인 H5N8 감염이라고 수정했다. 그동안 한국에서 발생한 대부분의 조류독감은 H5N1이었다. H5N8는 역사상 최초의 감염이다. 정부는 인체감염이 되는 H5N1이 아니라 H5N8이므로 걱정할 것이 없다고 밝혔다.[12]
- 2014년 1월 20일 - 베트남에서 9개월 만에 H5N1 감염 조류 독감 환자가 발생해 19일 사망했다고 AFP 통신이 보도했다.[13]
- 2014년 1월 30일 - 베트남 남부 동탑 성 타잉빈 지역에서 60대 여성 1명이 최근 AI 원인 바이러스 H5N1에 감염돼 지난달 30일 사망했다. 베트남 당국은 이 여성이 고열 등 AI 증세를 보여 인근의 안장 성 병원에 입원해 치료를 받아왔다고 밝혔다.[14]

## 영화 '감기'
영화 '감기' 에서는 이 H5N1 바이러스를 가지고 영화를 만들었다. 

## 같이 보기
- 조류 인플루엔자